# Flaggskepp

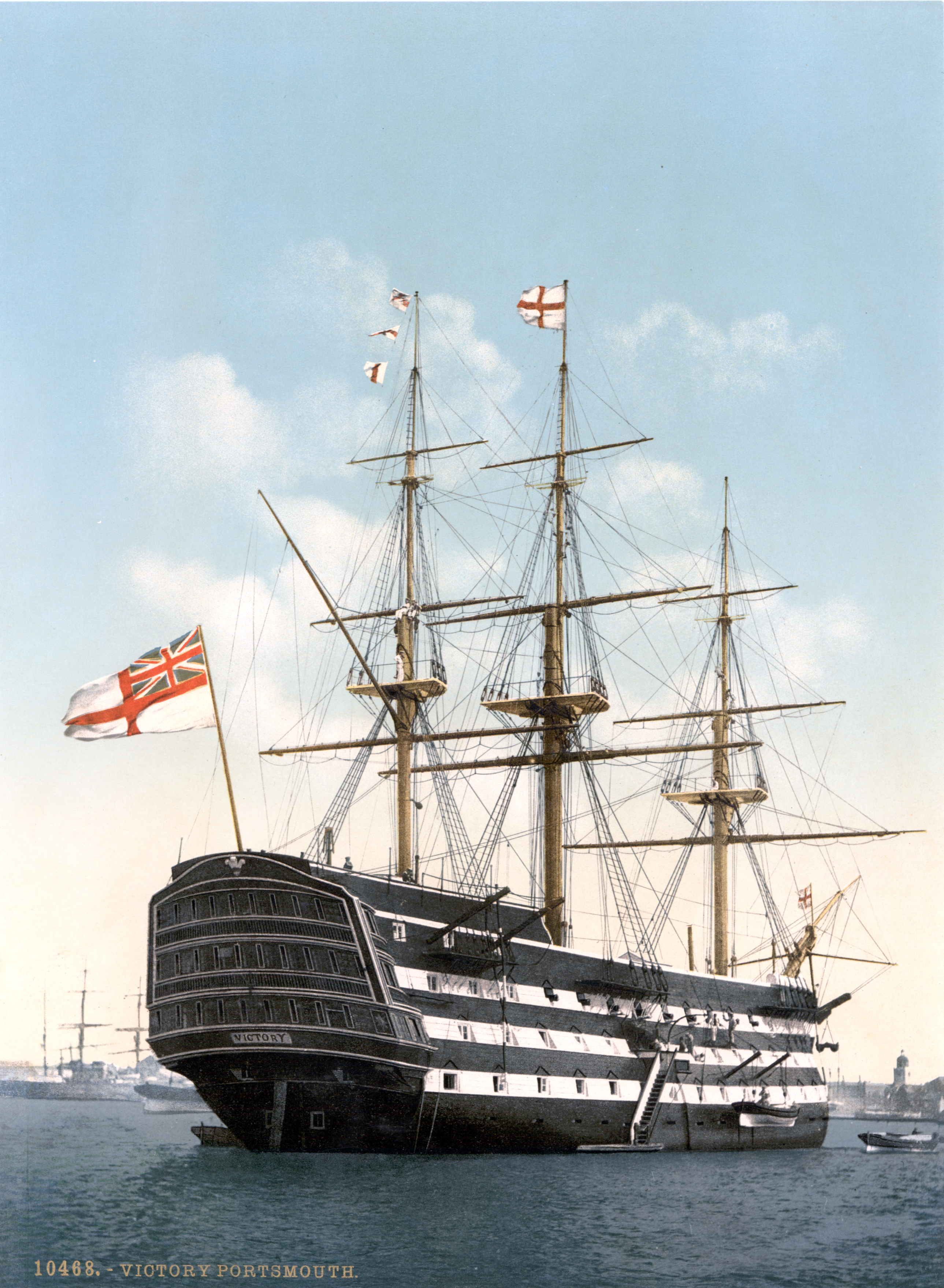
, Horatio Nelsons flaggskepp.

Flaggskepp kallas ett fartyg som antingen den högste befälhavaren över en flotta eller eskader eller en eskader-/avdelningschef jämte stab har embarkerat och från vilket han utövar sitt befäl.
Till tecken på detta blåser ständigt befälhavarens flagga (eller annat befälstecken, högre än vimpel) på en av masttopparna på detta fartyg. Är befälhavaren amiralsperson kallas flaggskeppet stundom amiralsskepp. Då flera flaggmän finns på samma flotta kallas deras flaggskepp efter deras grad. Så har förekommit i svenska flottan under gångna tider, ofta med benämningarna amiralsskeppet, viceamiralsskeppet och schoutbynachtsskeppet och så vidare. Benämningen chefsfartyg används också ibland för flaggskepp, men hänför sig egentligen till ett bestämt fartyg.
Ordet "flaggskepp" används även bildligt och kan betyda ett företags eller något annats mest prestigefyllda och exklusiva produkt, tjänst eller butik. Till exempel kallades IFK Göteborg "svensk fotbolls flagskepp" i samband med klubbens internationella storhetsdagar i Europacupspelet under 1980- och 90-talen.

### Fotnoter
1. ↑  ”IFK:s sämsta resultat på många år”. Idrottens affärer. 2 mars 2015. http://www.idrottensaffarer.se/affarer/2015/03/ifks-samsta-resultat-pa-manga-ar. Läst 2 maj 2016.